# Nazionale maschile di pallacanestro della Jugoslavia
La nazionale maschile di pallacanestro della Jugoslavia ha rappresentato la Jugoslavia nelle competizioni internazionali maschili di pallacanestro organizzate dalla FIBA, nell'arco di tempo che va dal 1935, anno dell'affiliazione della Federazione cestistica della Jugoslavia alla FIBA, al 1992, anno di scioglimento della Repubblica Socialista Federale di Jugoslavia.
Nel corso della sua storia ha vinto un'Olimpiade, 5 Mondiali, 5 Europei e 5 Giochi del Mediterraneo: per questo viene considerata la più forte nazionale europea del XX secolo insieme alla selezione dell'Unione Sovietica.

## Storia
Il primo successo della nazionale jugoslava fu la medaglia d'oro ai giochi del Mediterraneo del '59. In seguito la squadra si impose nel panorama cestistico mondiale, diventando una delle nazionali più forti al mondo.
Gli anni '60 videro gli jugoslavi più volte vicecampioni sia ai Mondiali che agli Europei, senza tuttavia mai trionfare nelle due competizioni. La squadra fu vicecampione anche alle Olimpiadi del '68, dove perse in finale contro gli Stati Uniti.
La svolta si ebbe negli anni '70 con l'avvento della prima generazione di fenomeni del basket jugoslavo, grazie a giocatori quali Krešimir Ćosić, Mirza Delibašić, Dragan Kićanović e Dražen Dalipagić. La squadra dominò il decennio: ai Mondiali la squadra arrivò sempre in finale, vincendo l'edizione casalinga del 1970 e quella del 1978, mentre agli Europei vinse per tre volte, tra l'altro consecutive (1973, 1975 e 1977), e mancò la finale solamente nell'edizione del 1979, in quanto terminò il girone finale dietro gli eterni rivali dell'Unione Sovietica e la sorprendente selezione israeliana. Il canto del cigno di quella generazione avvenne alle Olimpiadi di Mosca, con la conquista del primo e unico oro olimpico della storia della nazionale jugoslava, grazie alla vittoria contro l'Italia col punteggio di 86-77.
La prima metà degli anni '80 fu povera di successi, con i campioni degli anni '70 che si ritirarono uno dopo l'altro, ma già nella seconda metà del decennio si formò una nuova generazione di fenomeni, che porterà la Jugoslavia a una nuova era di successi, composta principalmente dai croati Toni Kukoč, Velimir Perasović, Dino Rađa e i fratelli Drazen e Aza Petrović, e dai serbi Vlade Divac, Žarko Paspalj, Predrag Danilović e Željko Obradović. Diversi di loro riuscirono anche ad approdare nella NBA e a imporsi nella lega americana (Kukoč arriverà perfino a vincere tre anelli con i Chicago Bulls di Michael Jordan), fino a entrare a far parte della Basketball Hall of Fame.
Alla fine del decennio i nuovi talenti jugoslavi raggiunsero la loro completa maturità: dopo la sconfitta in finale al torneo olimpico del 1988 contro l'Unione Sovietica, la nazionale vinse gli Europei del 1989, disputato in casa, e quelli del 1991, giocati in Italia. In mezzo alle due vittorie continentali avvenne poi il trionfo più importante, quello ai Mondiali in Argentina del 1990: i giovani jugoslavi distrussero in finale i sovietici con il punteggio di 92-75, dominando la gara dall'inizio alla fine, con Toni Kukoč che venne eletto MVP del torneo.
Tutto faceva pensare che la Jugoslavia sarebbe stata una delle protagoniste della pallacanestro mondiale per tutti gli anni 90, ma l'Europeo italiano e i Giochi del Mediterraneo del 1991 saranno le ultime partecipazioni a un torneo ufficiale della storica selezione. Nel stesso anno Croazia e Slovenia, dopo anni di crisi economica e di contrasti con il potere centrale di Belgrado, dichiararono la propria indipendenza, dando inizio la dissoluzione della Jugoslavia. Il 27 aprile 1992 il paese cessò ufficialmente di esistere, sorte che toccò anche alla sua selezione cestistica. 
L'eredità della nazionale jugoslava venne raccolta prima dalla selezione cestistica della FR Jugoslavia (rinominata Serbia e Montenegro nel 2003), poi dalla nazionale serba, a seguito dell'indipendenza del Montenegro nel 2006.

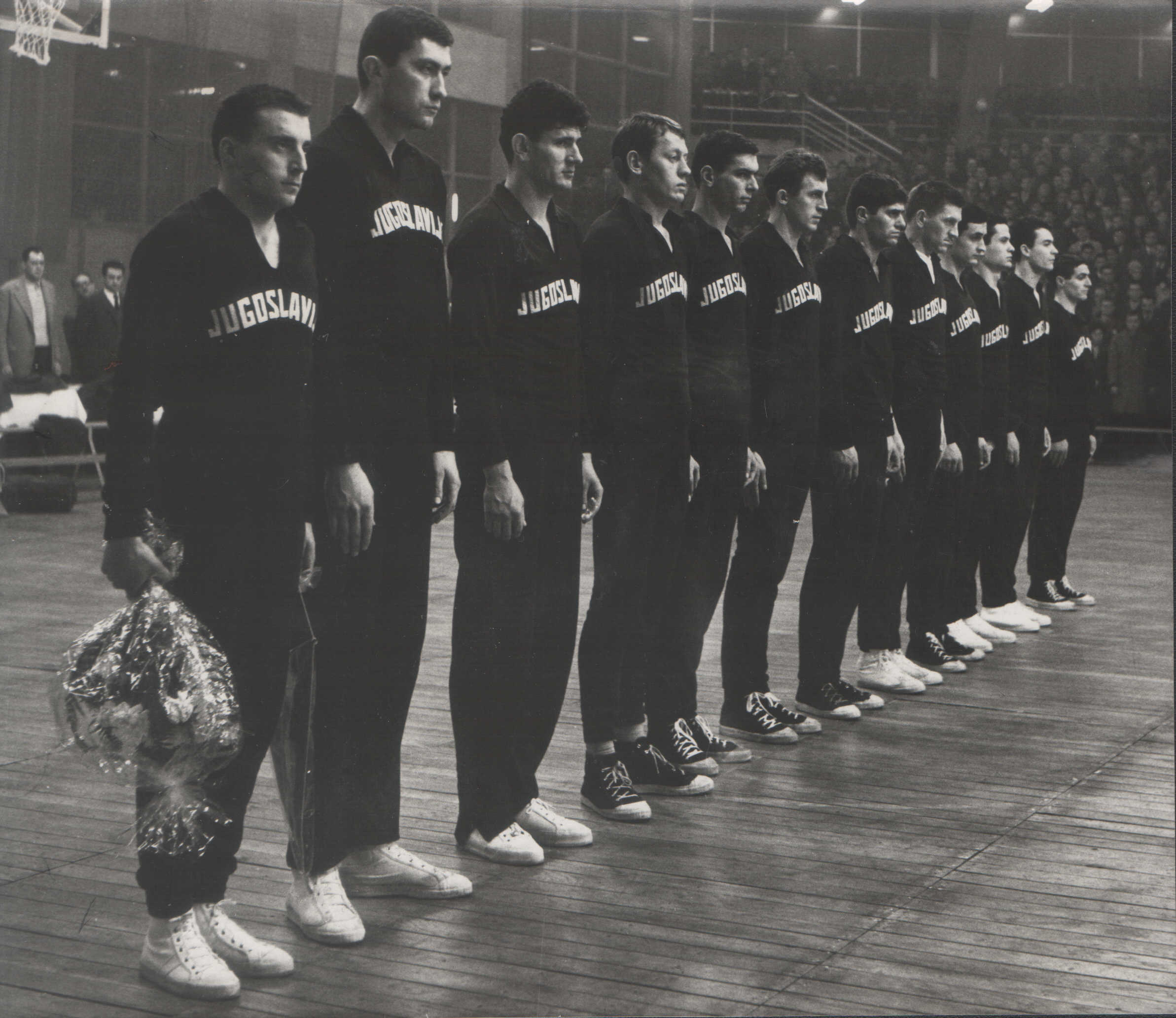
L'argento dell'EuroBasket 1961, la prima medaglia europea
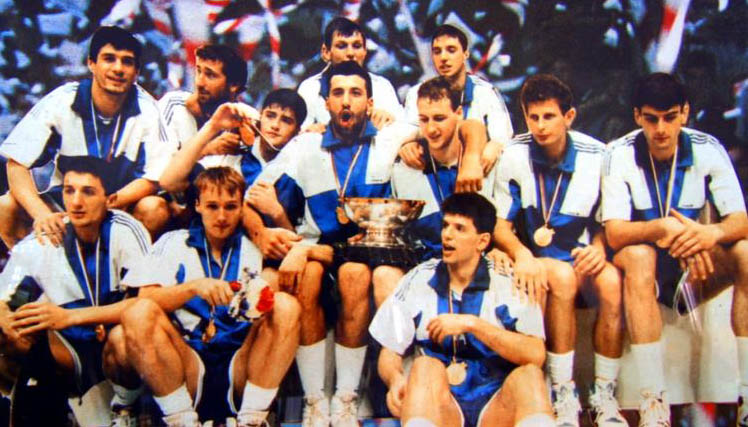
I festeggiamenti per l'EuroBasket 1989 di Zagabria
Foto di rito per la vittoria del quinto e ultimo titolo europeo all'EuroBasket 1991

## Piazzamenti
Olimpiadi
- 1960 - 6º
- 1964 - 7º
- 1968 -  2º
- 1972 - 5º
- 1976 -  2º
- 1980 -  1°
- 1984 -  3º
- 1988 -  2º

Campionati del mondo
- 1950 - 10º
- 1954 - 11º
- 1963 -  2º
- 1967 -  2º
- 1970 -  1°
- 1974 -  2º
- 1978 -  1°
- 1982 -  3º
- 1986 -  3º
- 1990 -  1°

Campionati europei
- 1947 - 13°
- 1953 - 6°
- 1955 - 7°
- 1957 - 6°
- 1959 - 9°
- 1961 -  2°
- 1963 -  3°
- 1965 -  2°
- 1967 - 9°
- 1969 -  2°
- 1971 -  2°
- 1973 -  1°
- 1975 -  1°
- 1977 -  1°
- 1979 -  3°
- 1981 -  2°
- 1983 - 7°
- 1985 - 7°
- 1987 -  3°
- 1989 -  1°
- 1991 -  1°

Giochi del Mediterraneo
- 1959 -  1°
- 1963 -  3°
- 1967 -  1°
- 1971 -  1°
- 1975 -  1°
- 1979 -  2°
- 1983 -  1°
- 1991 - 5°

Campionati balcanici
- 1959 -  2°
- 1960 -  2°
- 1961 -  1°
- 1962 -  1°
- 1963 -  1°
- 1964 -  1°
- 1965 -  1°
- 1966 -  1°
- 1967 -  1°
- 1968 -  1°
- 1969 -  1°
- 1970 -  1°
- 1971 -  2°
- 1972 -  1°
- 1973 -  1°
- 1974 -  1°
- 1975 -  1°
- 1976 -  1°
- 1977 -  1°
- 1978 -  1°
- 1979 -  2°
- 1980 -  1°
- 1981 - 5°
- 1982 -  1°
- 1983 -  1°
- 1984 -  2°
- 1985 -  1°
- 1986 - 4°
- 1988 -  1°
- 1990 -  1°

Manifestazioni minori
- Torneo Supercup: 4

1987, 1988, 1989, 1991
- Torneo Acropolis: 3

1986, 1987, 1988

## Formazioni

### Olimpiadi
Pallacanestro ai Giochi della XVII Olimpiade3 M. Nikolić, 4 Kandus, 5 Korać, 6 Lokar, 7 Kristančić, 8 Gjergja, 9 Gordić, 10 Daneu, 11 Petričević, 12 Dragojlović, 13 Radović, 14 Đurić,        All. Aza Nikolić
Pallacanestro ai Giochi della XVIII Olimpiade4 Gordić, 5 Korać, 6 Rajković, 7 Kovačić, 8 Gjergja, 9 Ražnatović, 10 Daneu, 11 Petričević, 12 Eiselt, 13 Cvetković, 14 Đurić, 15 M. Nikolić,        All. Aza Nikolić
Pallacanestro ai Giochi della XIX Olimpiade4 Žorga, 5 Korać, 6 Maroević, 7 Rajković, 8 Cvetković, 9 Ražnatović, 10 Daneu, 11 Ćosić, 12 Šolman, 13 Plećaš, 14 Čermak, 15 Skansi,        All. Ranko Žeravica
Pallacanestro ai Giochi della XX Olimpiade4 Tvrdić, 5 Simonović, 6 Jelovac, 7 Knežević, 8 Damjanović, 9 Kapičić, 10 Georgievski, 11 Ćosić, 12 Šolman, 13 Plećaš, 14 Čermak, 15 Marović,        All. Ranko Žeravica
Pallacanestro ai Giochi della XXI Olimpiade - Torneo maschile4 Georgievski, 5 Kićanović, 6 Jelovac, 7 Žižić, 8 Jerkov, 9 Knego, 10 Slavnić, 11 Ćosić, 12 Šolman, 13 Varajić, 14 Dalipagić, 15 Delibašić,        All. Mirko Novosel
Pallacanestro ai Giochi della XXII Olimpiade - Torneo maschile4 Knego, 5 Kićanović, 6 Žižić, 7 Nakić, 8 Jerkov, 9 Skroče, 10 Slavnić, 11 Ćosić, 12 Radovanović, 13 Krstulović, 14 Dalipagić, 15 Delibašić,        All. Ranko Žeravica
Pallacanestro ai Giochi della XXIII Olimpiade - Torneo maschile4 D. Petrović, 5 A. Petrović, 6 Zorkić, 7 Žižić, 8 Sunara, 9 Mutapčić, 10 Hadžić, 11 Knego, 12 Radovanović, 13 Nakić, 14 Dalipagić, 15 Vukičević,        All. Mirko Novosel
Pallacanestro ai Giochi della XXIV Olimpiade - Torneo maschile4 Petrović, 5 Radulović, 6 Čutura, 7 Kukoč, 8 Paspalj, 9 Obradović, 10 Zdovc, 11 Vranković, 12 Divac, 13 Arapović, 14 Rađa, 15 Cvjetićanin,        All. Dušan Ivković

### Mondiali
Campionato mondiale maschile di pallacanestro 19503 Amon, 4 Blašković, 5 Engler, 6 Radojčić, 7 Demšar, 8 Popović, 10 Gec, 11 Sokolović, 12 Kalember, 13 Loci, 14 Novaković, 15 Stanković,        All. Nebojša Popović
Campionato mondiale maschile di pallacanestro 19543 Müller, 4 Marjanović, 5 Bjegojević, 6 Andrijašević, 7 Engler, 8 Konjović, 9 Godžić, 10 Blagojević, 11 Blašković, 12 Kristančić, 13 Loci, 14 Ćurčić,        All. Aza Nikolić
Campionato mondiale maschile di pallacanestro 19634 Gordić, 5 Korać, 6 Rajković, 7 Kovačić, 8 Gjergja, 9 Ražnatović, 10 Daneu, 11 Petričević, 12 Eiselt, 13 Cvetković, 14 Đurić, 15 M. Nikolić,        All. Aza Nikolić
Campionato mondiale maschile di pallacanestro 19674 Bassin, 5 Korać, 6 Rajković, 7 Kovačić, 8 Cvetković, 9 Ražnatović, 10 Daneu, 11 Ćosić, 12 Gjergja, 13 Tvrdić, 14 Đurić, 15 Skansi,        All. Ranko Žeravica
Campionato mondiale maschile di pallacanestro 19704 Tvrdić, 5 Simonović, 6 Jelovac, 7 Rajković, 8 Žorga, 9 Kapičić, 10 Daneu, 11 Ćosić, 12 Šolman, 13 Plećaš, 14 Čermak, 15 Skansi,        All. Ranko Žeravica
Campionato mondiale maschile di pallacanestro 19744 Tvrdić, 5 Kićanović, 6 Jelovac, 7 Knežević, 8 Jerkov, 9 Kapičić, 10 Slavnić, 11 Ćosić, 12 Šolman, 13 Plećaš, 14 Dalipagić, 15 Marović,        All. Mirko Novosel
Campionato mondiale maschile di pallacanestro 19784 Vilfan, 5 Kićanović, 6 Žižić, 7 Knego, 8 Jerkov, 9 Skroče, 10 Slavnić, 11 Ćosić, 12 Radovanović, 13 Krstulović, 14 Dalipagić, 15 Delibašić,        All. Aza Nikolić
Campionato mondiale maschile di pallacanestro 19824 A. Petrović, 5 Kićanović, 6 Radović, 7 Žižić, 8 Jerkov, 9 Avdija, 10 Vilfan, 11 Knego, 12 Radovanović, 13 B. Petrović, 14 Dalipagić, 15 Delibašić,        All. Ranko Žeravica
Campionato mondiale maschile di pallacanestro 19864 D. Petrović, 5 A. Petrović, 6 Divac, 7 Čutura, 8 Petranović, 9 Mutapčić, 10 Radović, 11 Vranković, 12 Radovanović, 13 Arapović, 14 Dalipagić, 15 Cvjetićanin,        All. Krešimir Ćosić
Campionato mondiale maschile di pallacanestro 19904 Petrović, 5 Perasović, 6 Čutura, 7 Kukoč, 8 Paspalj, 9 Zdovc, 10 Obradović, 11 Ćurčić, 12 Divac, 13 Komazec, 14 Jovanović, 15 Savić,        All. Dušan Ivković

### Europei
Campionato europeo maschile di pallacanestro 19473 Rochlitzer, 4 Marjanović, 5 Cvetković, 6 Grkinić, 7 Demšar, 8 Popović, 9 Munćan, 10 Gec, 11 Milojković, 12 Kalember, 13 Kovačević, 14 Olivieri, 15 Stefanović,        All. Stevica Čolović
Campionato europeo maschile di pallacanestro 19533 Jovanović, 4 Marjanović, 5 Bjegojević, 6 Andrijašević, 7 Demšar, 8 Stanković, 9 Godžić, 10 Gec, 11 Blašković, 12 Kalember, 13 Loci, 14 Ćurčić, 15 Engler,        All. Nebojša Popović
Campionato europeo maschile di pallacanestro 19553 Müller, 4 Minja, 5 Bjegojević, 6 Andrijašević, 7 Demšar, 8 Popović, 9 Konjović, 10 Zupančić, 11 Blašković, 12 Katić, 13 Loci, 14 Ćurčić,        All. Aza Nikolić
Campionato europeo maschile di pallacanestro 19573 M. Nikolić, 4 Kandus, 5 Radović, 6 Engler, 7 Katić, 8 Minja, 9 Daneu, 10 Miletić, 11 Müller, 12 Loci, 13 Kristančić, 14 Dermastija,        All. Aza Nikolić
Campionato europeo maschile di pallacanestro 19593 R. Radović, 4 Kandus, 5 B. Radović, 6 Gordić, 7 Jelnikar, 8 Dermastija, 9 Minja, 10 Daneu, 11 Đurić, 12 Korać, 13 M. Nikolić, 14 Kristančić,        All. Aza Nikolić
Campionato europeo maschile di pallacanestro 19614 Kandus, 5 Korać, 6 Eiselt, 7 Lokar, 8 Troskot, 9 Gordić, 10 Daneu, 11 Petričević, 12 Dragojlović, 13 Radović, 14 Đurić, 15 M. Nikolić,        All. Aza Nikolić
Campionato europeo maschile di pallacanestro 19634 Gordić, 5 Korać, 6 Logar, 7 Bojović, 8 Bassin, 9 Ražnatović, 10 Daneu, 11 Petričević, 12 Rajković, 13 Kasun, 14 Đurić, 15 M. Nikolić,        All. Aza Nikolić
Campionato europeo maschile di pallacanestro 19654 Gordić, 5 Korać, 6 Rajković, 7 Kovačić, 8 Gjergja, 9 Ražnatović, 10 Daneu, 11 Petričević, 12 Eiselt, 13 Bojović, 14 Đurić, 15 Skansi,        All. Aza Nikolić
Campionato europeo maschile di pallacanestro 19674 Bassin, 5 Simonović, 6 Maroević, 7 Kapičić, 8 Cvetković, 9 Ražnatović, 10 Tvrdić, 11 Ćosić, 12 Šolman, 13 Brajković, 14 Žorga, 15 Skansi,        All. Ranko Žeravica
Campionato europeo maschile di pallacanestro 19694 Tvrdić, 5 Simonović, 6 Maroević, 7 Rajković, 8 Cvetković, 9 Kapičić, 10 Daneu, 11 Ćosić, 12 Šolman, 13 Plećaš, 14 Čermak, 15 Jelovac,        All. Ranko Žeravica
Campionato europeo maschile di pallacanestro 19714 Georgievski, 5 Simonović, 6 Jelovac, 7 Knežević, 8 Žorga, 9 Kapičić, 10 Bassin, 11 Ćosić, 12 Vučinić, 13 Plećaš, 14 Čermak, 15 Rukavina,        All. Ranko Žeravica
Campionato europeo maschile di pallacanestro 19734 Tvrdić, 5 Kićanović, 6 Jelovac, 7 Knežević, 8 Jerkov, 9 Ivković, 10 Slavnić, 11 Ćosić, 12 Šolman, 13 Plećaš, 14 Dalipagić, 15 Marović,        All. Mirko Novosel
Campionato europeo maschile di pallacanestro 19754 Tvrdić, 5 Kićanović, 6 Jelovac, 7 Žižić, 8 Jerkov, 9 Kapičić, 10 Slavnić, 11 Ćosić, 12 Šolman, 13 Plećaš, 14 Dalipagić, 15 Delibašić,        All. Mirko Novosel
Campionato europeo maschile di pallacanestro 19774 Papič, 5 Kićanović, 6 Jelovac, 7 Krstulović, 8 Jerkov, 9 Đogić, 10 Slavnić, 11 Ćosić, 12 Radovanović, 13 Varajić, 14 Dalipagić, 15 Delibašić,        All. Aza Nikolić
Campionato europeo maschile di pallacanestro 19794 Vilfan, 5 Kićanović, 6 Žižić, 7 Varajić, 8 Jerkov, 9 Nakić, 10 Slavnić, 11 Ćosić, 12 Radovanović, 13 Krstulović, 14 Dalipagić, 15 Delibašić,        All. Petar Skansi
Campionato europeo maschile di pallacanestro 19814 Popović, 5 Kićanović, 6 Benaček, 7 Poljak, 8 Petrović, 9 Skroče, 10 Vilfan, 11 Ćosić, 12 Radovanović, 13 Knego, 14 Dalipagić, 15 Delibašić,        All. Bogdan Tanjević
Campionato europeo maschile di pallacanestro 19834 Petrović, 5 Kićanović, 6 Grbović, 7 Žižić, 8 Sunara, 9 Poljak, 10 Slavnić, 11 Ćosić, 12 Radovanović, 13 Vilfan, 14 Dalipagić, 15 Savović,        All. Giuseppe Gjergja
Campionato europeo maschile di pallacanestro 19854 D. Petrović, 5 Zorkić, 6 Čutura, 7 Vranković, 8 Sunara, 9 Mutapčić, 10 Radović, 11 Knego, 12 Ušić, 13 Nakić, 14 Vučević, 15 B. Petrović,        All. Krešimir Ćosić
Campionato europeo maschile di pallacanestro 19874 D. Petrović, 5 A. Petrović, 6 Đorđević, 7 Kukoč, 8 Paspalj, 9 Grbović, 10 Radović, 11 Vranković, 12 Radovanović, 13 Divac, 14 Rađa, 15 Cvjetićanin,        All. Krešimir Ćosić
Campionato europeo maschile di pallacanestro 19894 Petrović, 5 Radulović, 6 Čutura, 7 Kukoč, 8 Paspalj, 9 Zdovc, 10 Radović, 11 Vranković, 12 Divac, 13 Danilović, 14 Rađa, 15 Primorac,        All. Dušan Ivković
Campionato europeo maschile di pallacanestro 19914 Sretenović, 5 Perasović, 6 Đorđević, 7 Kukoč, 8 Paspalj, 9 Zdovc, 10 Danilović, 11 Jovanović, 12 Divac, 13 Komazec, 14 Rađa, 15 Savić,        All. Dušan Ivković

### Giochi del Mediterraneo
Pallacanestro ai III Giochi del Mediterraneo3 M. Nikolić, 4 Kandus, 5 B. Radović, 6 Gordić, 7 Troskot, 8 Müller, 9 Minja, 10 Daneu, 11 Đurić, 12 Dragojlović, 13 R. Radović,        All. Aza Nikolić
Pallacanestro ai IV Giochi del MediterraneoBočkaj, Čermak, Cvetković, Križan, Lalić, Marcelić, Z. Marković, Petričević, Potočnik, Radović, Troskot, Vićentić, All. -
Pallacanestro ai V Giochi del Mediterraneo4 Pazmanj, 5 Simonović, 6 Maroević, 7 Grubor, 8 Cvetković, 9 Brajković, 10 Tvrdić, 11 Ćosić, 12 Šolman, 13 Plećaš, 14 Žorga, 15 Skansi,        All. -
Pallacanestro ai VI Giochi del Mediterraneo4 Georgievski, 5 Kićanović, 6 Jelovac, 7 Bizjak, 8 Damjanović, 9 Tasec, 11 Zečević, 12 Šolman, 13 Latifić, 14 Nestorović, 15 Marović,        All. -
Pallacanestro ai VII Giochi del Mediterraneo4 Rakočević, 5 Kićanović, 6 Todorić, 7 Žižić, 8 Jerkov, 9 Živković, 10 Georgievski, 11 Knego, 12 Radovanović, 13 Varajić, 14 Dalipagić, 15 Delibašić,        All. -
Pallacanestro agli VIII Giochi del Mediterraneo4 Gešoski, 5 Marić, 6 Žižić, 7 Poljak, 8 Pavličević, 9 Nakić, 10 Hadžić, 11 Knego, 12 Radovanović, 13 Dukan, 14 Petrović, 15 Delibašić,        All. -
Pallacanestro ai IX Giochi del Mediterraneo4 Vučević, 5 Čeko, 6 Zorkić, 7 Avdija, 8 Sunara, 9 Mutapčić, 10 Karadžić, 11 Šantelj, 12 Vujačić, 13 Nakić, 14 Jovanović, 15 Vukičević,        All. -

## Nazionali giovanili
- Selezioni giovanili della nazionale di pallacanestro della Jugoslavia